# Михалиха (Конаковський район)
Михалиха (рос. Михалиха) — присілок в Конаковському районі Тверської області Російської Федерації.
Населення становить 5 осіб. Входить до складу муніципального утворення Первомайське сільське поселення.

## Історія
Від 2005 року входить до складу муніципального утворення Первомайське сільське поселення.

## Населення
| 2010 |
| ---- |
| 5    |